# Elecciones municipales de Tambopata de 1998
Las elecciones municipales de Tambopata de 1998 se llevaron a cabo el 11 de octubre de 1998 para elegir al alcalde y al Concejo Provincial de Tambopata para el periodo 1999-2002. La elección se celebró simultáneamente con elecciones municipales en todo el país.

## Sistema electoral
La Municipalidad Provincial de Tambopata es el órgano administrativo y de gobierno de la provincia de Tambopata. Está compuesta por el alcalde y el Concejo Provincial.
La votación del alcalde y el concejo se realiza en base al sufragio universal, que comprende a todos los ciudadanos nacionales mayores de dieciocho años, empadronados y residentes en la provincia de Tambopata y en pleno goce de sus derechos políticos, así como a los ciudadanos no nacionales residentes y empadronados en la provincia de Tambopata.
El Concejo Provincial de Tambopata está compuesto por 9 regidores elegidos por sufragio directo para un período de cuatro (4) años, en forma conjunta con la elección del alcalde (quien lo preside). La votación es por lista cerrada y bloqueada. Para que una lista sea proclamada ganadora debe obtener más del 20% de los votos válidos; en caso ninguna lista logre ese porcentaje, los dos listas más votadas participan en una segunda vuelta o balotaje. Se asigna a la lista ganadora los escaños según el método d'Hondt o la mitad más uno, lo que más le favorezca.

## Composición del Concejo Provincial de Tambopata
La siguiente tabla muestra la composición del Concejo Provincial de Tambopata antes de las elecciones.
| Partidos | Partidos                                                                           | Regidores |
| -------- | ---------------------------------------------------------------------------------- | --------- |
|          | Lista Independiente N° 17 Movimiento Vecinal 95                                    | 8         |
|          | Lista Independiente N° 7 Movimiento Independiente Frente Popular por Madre de Dios | 3         |
|          | Lista Independiente N° 11 Movimiento Independiente Nueva Imagen                    | 3         |

## Partidos y candidatos
A continuación se muestra una lista de los principales partidos y alianzas electorales que participaron en las elecciones:
| Candidatura | Candidatura | Partidos y alianzas                                                     | Candidatos | Candidatos                | Ideología                                                         | Resultado previo | Resultado previo | Ref. |
| Candidatura | Candidatura | Partidos y alianzas                                                     | Candidatos | Candidatos                | Ideología                                                         | Votos (%)        | Reg.             | Ref. |
| ----------- | ----------- | ----------------------------------------------------------------------- | ---------- | ------------------------- | ----------------------------------------------------------------- | ---------------- | ---------------- | ---- |
|             | APRA        | Lista - Partido Aprista Peruano (APRA)                                  |            | José Villanueva Ríos      | Aprismo                                                           | Nuevo            | Nuevo            |      |
|             | SP          | Lista - Movimiento Independiente Somos Perú (SP)                        |            | Simón Horna Mejía         | Democracia cristiana Conservadurismo social Liberalismo económico | Nuevo            | Nuevo            |      |
|             | VV          | Lista - Movimiento Independiente Vamos Vecino (VV)                      |            | Santos Kaway Komori       | Fujimorismo                                                       | Nuevo            | Nuevo            |      |
|             | IND         | Lista - Lista Independiente Frente Popular                              |            | Milton Mercado Apaza      | Localismo tambopatino                                             | Nuevo            | Nuevo            |      |
|             | IND         | Lista - Lista Independiente Movimiento de Integración Vecinal Tambopata |            | Georgina Romero Alvez     | Localismo tambopatino                                             | Nuevo            | Nuevo            |      |
|             | IND         | Lista - Lista Independiente Todos por Madre de Dios                     |            | Eduardo Salhuana Cavides  | Localismo tambopatino                                             | Nuevo            | Nuevo            |      |
|             | IND         | Lista - Lista Independiente Unidos por Madre de Dios                    |            | Héctor Valcárcel Toullier | Localismo tambopatino                                             | Nuevo            | Nuevo            |      |

## Resultados

### Sumario general
|                        |                                                                 |              |              |              |           |           |
| Partidos y coaliciones | Partidos y coaliciones                                          | Voto popular | Voto popular | Voto popular | Regidores | Regidores |
| Partidos y coaliciones | Partidos y coaliciones                                          | Votos        | %            | ±pp          | Total     | +/−       |
|                        | Movimiento Independiente Vamos Vecino (VV)                      | 5,451        | 31.19        | Nuevo        | 6         | +6        |
|                        | Lista Independiente Todos por Madre de Dios                     | 5,189        | 29.69        | n/a          | 2         | +2        |
|                        | Lista Independiente Frente Popular                              | 3,404        | 19.48        | n/a          | 1         | +1        |
|                        | Lista Independiente Unidos por Madre de Dios                    | 1,800        | 10.30        | n/a          | 0         | ±0        |
|                        | Partido Aprista Peruano (APRA)                                  | 680          | 3.89         | n/a          | 0         | ±0        |
|                        | Movimiento Independiente Somos Perú (SP)                        | 666          | 3.81         | Nuevo        | 0         | ±0        |
|                        | Lista Independiente Movimiento de Integración Vecinal Tambopata | 287          | 1.64         | n/a          | 0         | ±0        |
|                        |                                                                 |              |              |              |           |           |
| Total                  | Total                                                           | 17,477       |              |              | 9         | –5        |
|                        |                                                                 |              |              |              |           |           |
| Votos válidos          | Votos válidos                                                   | 17,477       | 94.39        | +8.53        |           |           |
| Votos en blanco        | Votos en blanco                                                 | 395          | 2.13         | –6.66        |           |           |
| Votos nulos            | Votos nulos                                                     | 643          | 3.47         | –1.89        |           |           |
| Votos emitidos         | Votos emitidos                                                  | 18,515       | 68.17        | +4.18        |           |           |
| Abstenciones           | Abstenciones                                                    | 8,646        | 31.83        | –4.18        |           |           |
| Votantes registrados   | Votantes registrados                                            | 27,161       |              |              |           |           |
|                        |                                                                 |              |              |              |           |           |
| Fuente:                |                                                                 |              |              |              |           |           |

## Elecciones municipales distritales

### Resultados por distrito
La siguiente tabla enumera el control de los distritos de la provincia de Tambopata. El cambio de mando de una organización política se resalta del color de ese partido.
| Distrito    | Alcalde(sa) titular     | Partido político | Partido político          | Alcalde(sa) electo(a)   | Partido político | Partido político         |
| ----------- | ----------------------- | ---------------- | ------------------------- | ----------------------- | ---------------- | ------------------------ |
| Inambari    | Carlos Toledo Arévalo   |                  | Lista Independiente N° 11 | Nemesio Ccahuata Huamán |                  | Unidos por Madre de Dios |
| Laberinto   | Claudio Lizarazo Romero |                  | Lista Independiente N° 7  | Miguel Velarde Hurtado  |                  | Vamos Vecino             |
| Las Piedras | Domingo Borda Flores    |                  | Lista Independiente N° 7  | Carlos Moreno Fuller    |                  | Vamos Vecino             |